# علم الدين الشاتاني
علم الدين الشاتاني هو الحسن بن سعيد بن عبد الله بن بندار، أبو علي الشاتاني: فقيه، غلب عليه الشعر، مدح السلطان صلاح الدين، واشتهر في أيامه. مولده في شاتان سنة 510هـ / 1116م وإليها نسبته، وانتقل إلى الموصل فتوفي فيها سنة 579 هـ /1183م.